# Ley de cuidados inversos

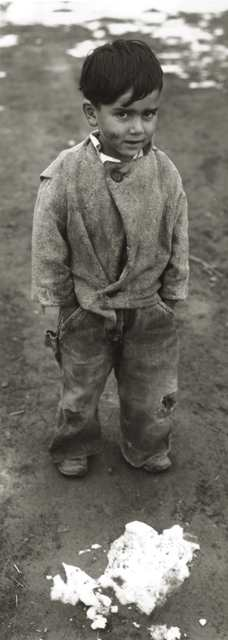
A mayor necesidad, recibe menos cuidados.

La ley de cuidados inversos es un concepto que proviene de la sociología y la economía de la salud. Establece que los recursos y la atención se asignan de manera inversamente proporcional a las necesidades de los individuos. Es decir, aquellos que requieren más atención o cuidados, debido a su situación de vulnerabilidad o necesidad, tienden a recibir menos recursos, mientras que aquellos que ya se encuentran en una situación favorable reciben más atención o cuidados. Enunciada por Julian Tudor Hart en 1971, el término ha sido ampliamente adoptado.

## Definición
La ley establece que: 

"La disponibilidad de una buena atención médica tiende a variar inversamente a la necesidad de la población asistida. Esto [...] se cumple más intensamente donde la atención médica está más expuesta a las fuerzas del mercado, y menos donde la exposición esté reducida".
(Hart, 1971)

Las leyes inversas son frecuentes, y surgen debido a la desigualdad y la falta de justicia social. En la mayoría de las áreas de la vida, casi todos aceptamos esta situación. El hecho de que los ricos tienen más ropa de lo estrictamente «necesario» no es una gran preocupación. Pero es inquietante que una ley inversa se cumpla en la salud: ofende al sentido de la justicia, elemento que constituye la base de la existencia del Servicio Nacional de Salud (NHS) en el Reino Unido.